# Неделино
Неде́лино (болг. Неделино) — город в Болгарии. Находится в Смолянской области, входит в общину Неделино. Население составляет 3820 человек (2022).

## Политическая ситуация
Кмет (мэр) общины Неделино — Илия Петров Вылчев Болгарская социалистическая партия (БСП) по результатам выборов в правление общины.